# آوتهورن
آوتهورن Uithoorn  هي مدينة وبلدية بمقاطعة شمال هولندا، هولندا.

## طوبوغرافيا
خريطة طوبوغرافية هولندية لبلدية آوتهورن، يونيو 2015، (تقرأ بعد ثلاث نقرات على الخريطة).

## أعلام
- لارش فيلدفيك
- بيت ستينكامب
- لاو مولدر